# 保羅·包

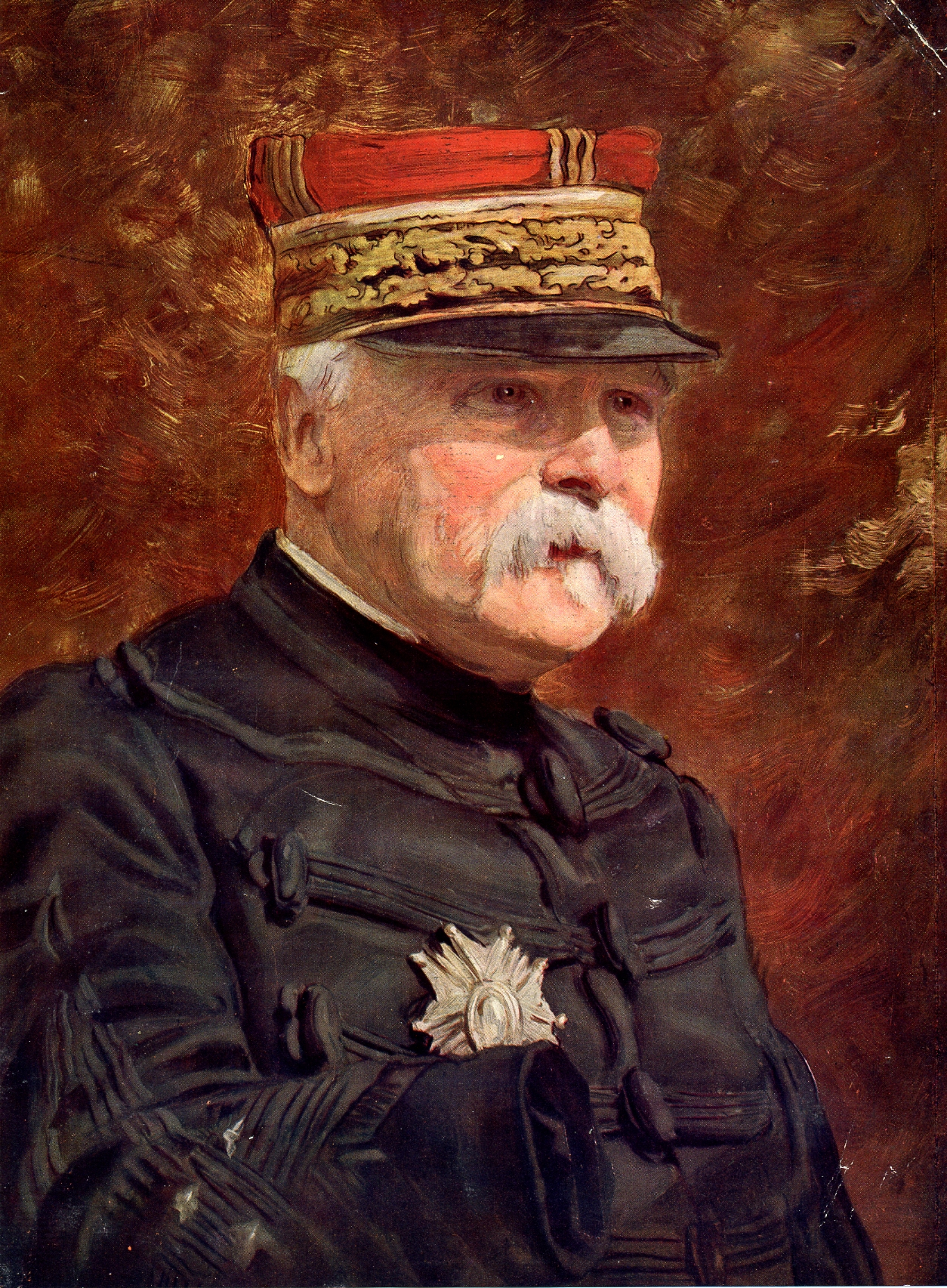
保羅·包將軍

保羅·馬里·薩塞爾·吉拉德·包（法語：Paul Marie Cesar Gerald Pau，1848年11月29日–1932年1月2日）是一位法國將領，於第一次世界大戰爆發時擔任了一支軍團的指揮官。
1914年第一次世界大戰爆發時，法軍總司令約瑟夫·霞飛重新徵招了已退休的包將軍負責指揮阿爾薩斯軍團，執行法軍攻擊計畫《第17號計畫》。儘管進攻初期頗為順利，包仍於莫朗許-薩爾堡戰役中為德軍所敗，致使霞飛所寄望快速打敗德軍的計畫破滅，反倒是德軍即將打敗法國。包的軍團之後被解編，被送至北部加入第6軍團，參加馬恩河會戰。
包將軍的指揮職務僅僅維持了兩個月，之後他被派往俄羅斯最高統帥部，作為法國軍事代表團成員。

## 來源
1. ↑  The European powers in the First World War p549 （页面存档备份，存于） Spencer Tucker, Laura Matysek Wood, Justin D. Murphy 1996 ISBN 0-8153-0399-8